# 河合郁人
河合郁人（日语：／ Kawai Fumito，1987年10月20日—），日本男藝人，經紀公司為傑尼斯事務所，曾是旗下偶像團體A.B.C-Z成員之一。

## 經歷
1999年5月9日加入傑尼斯事務所；2001年組成當時屬小傑尼斯，A.B.C-Z的前身組合A.B.C.的成員。2008年8月29日，橋本良亮加入，A.B.C.正式改名為A.B.C-Z。2012年發行DVD出道，成為傑尼斯事務所第一組發行DVD出道的組合。河合郁人在2020年主持了節目「傑尼斯河合來擅自為你解答傑尼斯的事!!」
2023年9月21日，宣布將於同年12月21日從A.B.C-Z畢業，但會繼續留在傑尼斯事務所。

## 重要演出

### 舞台劇
- big〜夢はかなう〜（2000年8月1日 - 27日、東京國際論壇C廳） - ジョシュ（孩童時期） ※與辰巳雄大雙角色
- 滝沢演舞城 '08 命（LOVE）（2008年4月2日 - 27日、新橋演舞場）
- 滝沢演舞城 '09 Takki&Lucky LOVE（2009年3月29日 - 4月26日、新橋演舞場）
- 浮士德〜愛的劍士們〜（2014年6月27日 - 7月7日、AiiA Theater Tokyo / 7月11日 - 13日、森之宮Piloti Hall） - 主演・ハインリヒ・ファウスト（與三田佳子・五關晃一三人主演）
  - 浮士德〜最後的聖戰〜（2015年7月10日 - 20日、東京藝術劇場中館 / 7月25日 - 26日、森之宮Piloti Hall） - 主演・ハインリッヒ・ファウスト（與三田佳子・五關晃一主演）
- 音樂劇『ルードウィヒ・B〜ベートーヴェン 歓喜のうた〜』（2014年11月27日 - 12月6日、東京國際論壇C廳 / 12月11日 - 14日、Theater BRAVA!） - アマデウス・モーツァルト / ユリシーズ・フォン・クロイツシュタイン （2角色）
- 滝沢歌舞伎 10th Anniversary（2015年8月18日 - 8月23日、新加坡濱海灣金沙酒店Grand Theater）
- Coin Locker Babies（日语：コインロッカー・ベイビーズ）（2016年6月4日 - 19日、赤坂ACT Theater 等） - 主演・キク（與橋本良亮雙主演）
  - Coin Locker Babies（2018年7月11日 - 29日、赤坂ACT Theater / 8月11・12日、豐中市立文化藝術中心･大館 / 8月18・19日、 AUBADE HALL） - 主演・ハシ/キク（與橋本良亮雙主演）
- 音樂喜劇「のど自慢」〜上を向いて歩こう（2017年6月29日 - 7月4日、東京國際論壇） - 主演・須谷保（與森昌子雙主演）
- トリッパー遊園地（2019年3月15日 - 23日、新橋演舞場 / 3月30日、可兒市文化創造中心 / 3月31日、豐田市民文化會館 / 4月3日 - 7日、大阪松竹座） - 主演・山ノ内マサヒロ
- 天國的書店（2020年1月17 - 25日、讀賣大手町館 / 1月31日 - 2月2日、BREEZÉ TOWER） - 主演・さとし
- Oslo（オスロ）（2021年2月6日 - 23日、新國立劇場 中劇場 / 2月27日・28日、東京Electron Hall宮城 / 3月3日 - 7日、兵庫縣立藝術文化中心 阪急中館 / 3月13日・14日、久留米City Plaza・The Grand Hall / 3月20日・21日、日本特殊陶業市民會館Village Hall） - ヤン・エゲラン / ロン・プンダク（2角色）

### 電視劇
- 恐怖日曜日〜2000〜 缶蹴り（2000年11月19日、日本電視台）
- 鼠、疾走江戶 第4話（2014年1月30日、NHK綜合台） - 文助
- 24小時電視 「愛心救地球」43 特備電視劇「誰都不知道的志村健 -遺留下來的最後訊息-」（2020年8月22日、日本電視台）- 笹木
- 刑事7人 Season6 第6話（2020年9月9日、朝日電視台） - 百田浩二

### 電視節目
- あしたのJ（2001年7月1日 - 9月30日、日本電視台）
- 百識〜百でひとつの知識〜（2006年10月17日 - 、富士電視台）
- THE 少年倶樂部（2014年4月 - 、NHK BS Premium）- 至2018年3月為主持、以後作為固定演出者之一登場
- プレバト!!（MBS 電視臺）
- ゴゴスマ -GO GO!Smile!-（2020年4月3日 - 、CBC電視台） - 週五固定演出者
- たとえるバラエティ クイズ! 鼻からスイカ（2020年7月26日〔讀賣電視台〕、2021年6月10日・12月16日・12月23日〔全国放送〕） - MC
- 傑尼斯河合來擅自為你解答傑尼斯的事!!（2020年9月19日・26日・12月29日〔28日深夜〕、朝日電視台） - MC
- 水バラ「ローカル路線バス乗り継ぎ対決旅 陣取り合戦」（2020年5月20日・10月21日・11月18日、2021年4月14日、9月1日、12月29日、 東京電視台） - 不定期出演
- すこジャニ〜ルールだらけの旅〜（2020年12月12日、2021年8月21日、富士電視台）
- キャスト（2021年3月30日 - 、ABC電視台） - 週二環節「古川昌希のなんでやねん!?」固定演出者
- マジカルナンバー その数字（かず）にはワケがある（2021年9月11日、NHK綜合） - MC
- 絶滅料理よ いざ復活 ロストグルメ3（2021年10月8日、CBC電視台） - 與加藤浩次共同擔任MC
- 名曲！2度聴きシアター〜昭和を彩った歌姫の思わず2度聴きしたくなる名曲SP〜（2021年11月4日、東京電視台） - MC

### 廣告
- 簡保生命保險「養老保険 新フリープラン」（2011年 - ）

## 音樂作品
- 未来は明るいかい？（作詞）- 收錄於A.B.C-Z專輯『A.B.Sea Market』河合獨唱，JASRAC作品編號：712-4862-5
- S L BOY（作詞）- 收錄於A.B.C-Z專輯『ABC STAR LINE』河合獨唱，JASRAC作品編號：715-3845-3
- OTAGAI☆SUMMER! - 收錄於A.B.C-Z專輯『5 Performer-Z』河合獨唱，JASRAC作品編號：717-7632-0
- 都道府県47（作詞）- 收錄於DVD『A.B.C-Z 2013 Twinkle×2 Star Tour』河合獨唱，JASRAC作品編號：194-0944-3
- Let's Go〜未来へ架かる橋〜（作詞）- 收錄於A.B.C-Z專輯『From ABC to Z』，JASRAC作品編號：182-5155-2

## 相關網站
- 傑尼斯事務所官網>A.B.C-Z專頁 （页面存档备份，存于）
- FAMILY CLUB Official Site > 河合郁人 （页面存档备份，存于）
- 河合郁人的Instagram帳戶
- YouTube上的河合郁人頻道
- 河合郁人在互联网电影资料库（IMDb）上的資料（英文）